# Kraits
Kraits (Bungarus) zijn een geslacht van slangen uit de familie koraalslangachtigen (Elapidae).
Kraits komen voor in delen van Azië, voornamelijk in het zuiden en zuidoosten van Azië. Sommige soorten komen westelijker voor in het Midden-Oosten. Alle soorten zijn bodembewoners die uitsluitend op het land leven en niet klimmen. Ze verstoppen zich overdag onder objecten als stenen en worden 's nachts actief. De meeste soorten eten voornamelijk andere slangen en ook soortgenoten en giftige slangen zoals cobra's worden opgegeten. Soms worden andere reptielen of amfibieën buitgemaakt en van een aantal soorten is bekend dat ze af en toe reptieleneieren, vissen en kleine zoogdieren eten.
Overdag zijn de slangen zeer passief en bijten zelden, maar als ze 's nachts over de bodem kruipen worden ze vaak over het hoofd gezien en als men te dichtbij komt zal de slang bijten. Kraits zijn zeer giftig en na een beet dient het slachtoffer zo snel mogelijk medisch te worden behandeld. Veel mensen die worden gebeten overleven dit niet.
Kraits zijn slangen die bonte kleuren hebben en dergelijke soorten zijn vaak populair bij reptielenliefhebbers. Kraits zijn echter niet geschikt om in gevangenschap te houden; ze weigeren voedsel en de voortplanting is bij veel soorten nog nooit in gevangenschap waargenomen. In tegenstelling tot veel andere groepen van slangen komen de kraits meestal algemeen voor.

## Naamgeving en indeling
De wetenschappelijke geslachtsnaam Bungarus is afgeleid van het Telugu, een Indiase taal; het woord bangaru betekent 'goud'. De Chinese naam gam guk tai betekent goudvoet-gordel. In Thailand wordt de gele krait wel aangeduid met Ngoe sam liem, dat 'driehoekslang' betekent. Deze naam slaat op de driehoekige doorsnede van de kraits. Sommige soorten hebben een naam die is afgeleid van de naam die door de lokale bevolking gebruikt wordt. Een voorbeeld is de gele krait die ook wel bekendstaat onder de naam pama.
Ook in de Engelse en Duitse taal wordt de naam 'krait'/'Krait' gebruikt, in het Noors 'kraiter'. In het Frans wordt de slang 'bongare' genoemd. In het Engels worden ook de platstaarten uit het geslacht Laticauda aangeduid met sea kraits. Deze slangen zijn echter allemaal in zee levende slangen die alleen aan land komen om eieren af te zetten.
De wetenschappelijke naam van het geslacht werd in 1803 voorgesteld door François Marie Daudin. Van diverse soorten die nu in het geslacht worden geplaatst is de naam aanvankelijk in combinatie met een andere geslachtsnaam gepubliceerd, waaronder Pseudoboa Oppel, 1811, Aspidoclonion Wagler, 1828, Megærophis Gray, 1849, en Xenurelaps Günther, 1864.
Van de zestien soorten worden er bij vier ieder twee ondersoorten onderscheiden, te weten bij Bungarus flaviceps, Bungarus sindanus, Bungarus ceylonicus en Bungarus multicinctus. Een ondersoort van deze laatste krait (Bungarus multicinctus wanghaotingi) wordt ook wel als een aparte soort beschouwd; Bungarus wanghaotingi.
Zie voor een overzicht van alle soorten de soortenlijst onderaan.

## Verspreidingsgebied

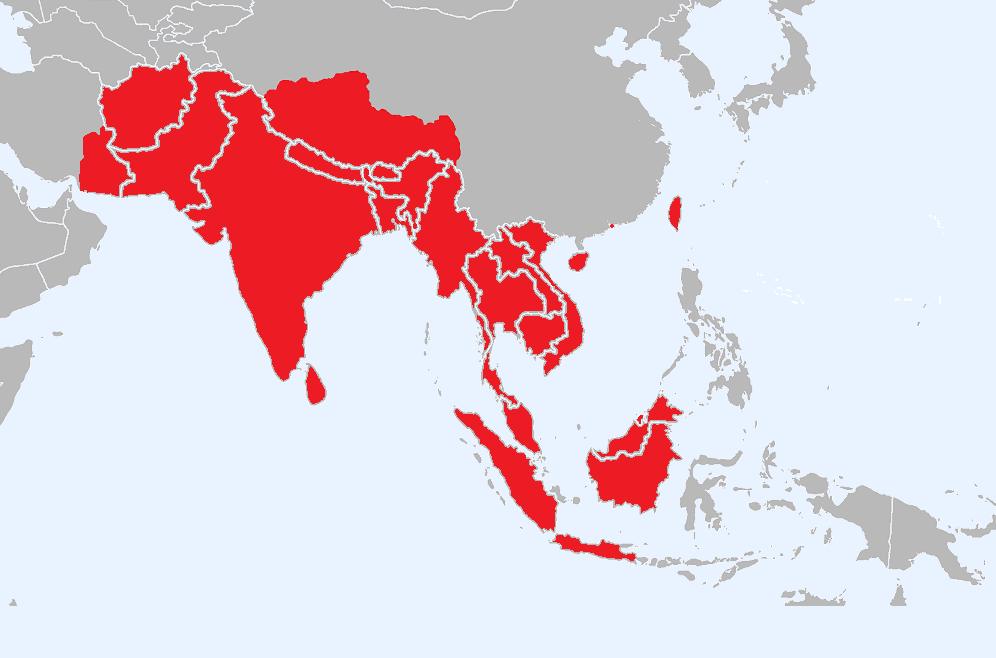
Verspreidingsgebied in het rood, zie tekst

Kraits leven in delen van westelijk- en zuidoostelijk Azië en komen grofweg voor van Pakistan en India tot Indonesië inclusief Borneo. Links is een kaart van zuidoostelijk Azië weergegeven waarbij het verspreidingsgebied van alle soorten rood is gekleurd. Dit is geen exacte verspreidingskaart, de landen waar kraits voorkomen zijn geheel ingekleurd, behalve China, Indonesië en Iran. Hierbij zijn alleen de desbetreffende deelgebieden geheel ingekleurd, zoals provincies en eilanden.
Kraits komen voor in de volgende landen: Afghanistan, Bangladesh, Bhutan, Brunei, Cambodja, China, India, Indonesië, Iran, Laos, Macau, Maleisië, Myanmar, Nepal, Pakistan, Singapore, Sri Lanka, Thailand en Vietnam.
In India leven kraits op de Andamanen, in Andhra Pradesh, Arunachal Pradesh, Assam, Bihar, Gujarat, Karnataka, Kerala, Madhya Pradesh, Maharashtra, Meghalaya, Odisha, Punjab, Rajasthan, Sikkim, Tamil Nadu, Uttar Pradesh en West-Bengalen. In China komt de krait voor in Hainan, Hongkong, Taiwan en Tibet. In Indonesië zijn soorten bekend uit Sumatra, Java en Borneo. In Vietnam worden kraits gevonden in Yên Bái, Lào Cai, Quảng Nam, Quảng Tri en Huế.
De grootte van het verspreidingsgebied verschilt per soort. De gele krait komt voor in grote delen van Azië en komt ook algemeen voor. De gewone krait komt alleen voor in uiterst oostelijk Azië. In sommige landen komen meerdere soorten voor zoals India waar zeven verschillende kraits te vinden zijn. In andere landen komt slechts een enkele soort voor, zoals Bungarus persicus die endemisch is in Iran. Deze krait komt alleen voor in de uiterst oostelijke provincie Sistan en Beloetsjistan en werd pas in 2014 wetenschappelijk beschreven.

## Uiterlijke kenmerken

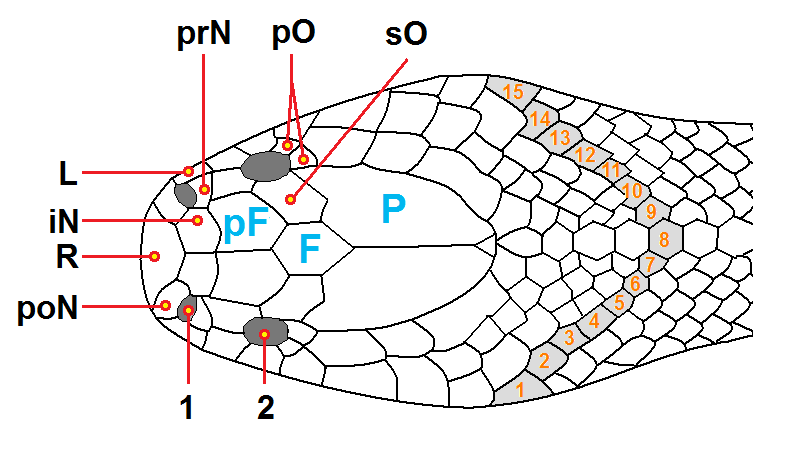
Kopschubben van Bungarus caeruleus.

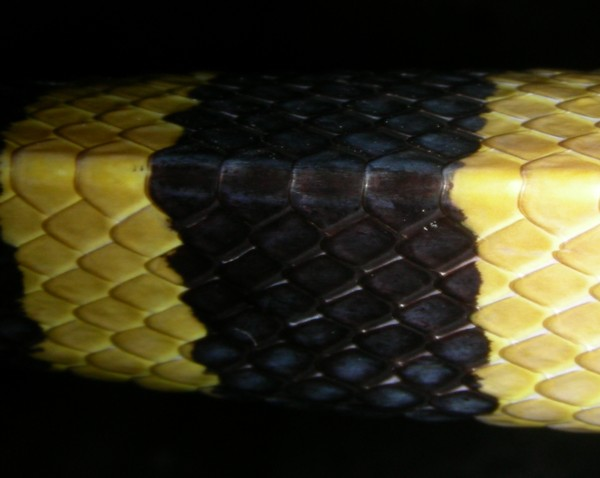
Op het midden van de rug is een rij vergrote zeshoekige schubben aanwezig.

Kraits hebben vaak heldere witte tot gele dwarsbanden en door deze afwijkende lichaamskleur vallen de slangen op en zijn overdag gemakkelijk te herkennen. Kraits worden ongeveer een meter tot 1,5 meter lang, sommige soorten kunnen een lichaamslengte tot ongeveer twee meter bereiken. Uit Thailand is een exemplaar bekend dat 2,12 meter lang werd.

### Kop
Kraits hebben een smalle kop die moeilijk van de rest van het lichaam te onderscheiden is. Hierop zijn wel uitzonderingen zoals Bungarus flaviceps die tevens te herkennen is aan de helderrode kop en staartpunt.
Deze groep valt onder de proteroglyfe slangen met voor in de mond geplaatste giftanden. De giftanden zijn veel kleiner dan die van bijvoorbeeld adders of de meer verwante cobra's. De ogen zijn relatief groot en hebben een ronde pupil die slechts in beperkte mate verkleind kan worden. Dit is opmerkelijk omdat de slang nachtactief is en dergelijke soorten hebben vaak een spleetachtige pupil.

### Lichaam
De lichaamskleur is variabel, van de zestien soorten hebben er drie een uniform bruine lichaamskleur. De elf andere soorten hebben een donkerbruine tot diep zwarte lichaamskleur op de rug en flanken en over het gehele lichaam zijn dunne tot juist bredere dwarsbanden aanwezig. Deze zijn altijd lichter tot helder wit of felgeel van kleur. De dwarsbanden kunnen ook bestaan uit kleine vlekjes of vlekkenrijen. Aan de voorzijde van het lichaam zijn ze vaak breder dan aan de staartzijde. De buikzijde is altijd lichter tot wit gekleurd. Van de soort Bungarus fasciatus is een variatie bekend die geheel geel van kleur is, behalve de bovenzijde van de kop en een band op het midden van de rug, die zwart van kleur zijn.
Kraits hebben een opvallende driehoekige lichaamsdoorsnede. De ruggenwervels van kraits zijn echter even hoog als die van andere slangen. De schubben van de krait zijn glad en ongekield; ze dragen geen opstaande rand op het midden. De lichaamsschubben zijn verdeeld in verschillende rijen die lopen van de keel tot de cloacaopening. De meeste kraits hebben dertien tot vijftien rijen lichaamsschubben, bij Bungarus caeruleus kan dit oplopen tot zeventien rijen. Op het schema rechtsboven is een rij lichaamsschubben grijs gekleurd, de rijen zijn genummerd zodat blijkt dat deze soort vijftien rijen heeft. Op het midden van de rug (rij nummer 8) is een schubbenrij aanwezig die opvalt doordat de schubben groot en zeshoekig zijn en daarnaast enigszins zijn afgeplat.
De buikzijde van de kraits draagt net als andere slangen slechts een enkele rij buikschubben. Het aantal buikschubben varieert per soort van ongeveer 210 tot 220. Het aantal buikschubben is soms afhankelijk van de variatie van een soort, van de krait Bungarus caeruleus hebben individuen uit Pakistan 202 tot 213 buikschubben, terwijl exemplaren die in India leven er 194 tot 234 bezitten. Het aantal buikschubben kan ook afhankelijk zijn van het geslacht. Mannetjes van de soort Bungarus flaviceps bijvoorbeeld hebben 220 tot 236 schubben terwijl de vrouwtjes er 193 tot 217 bezitten.

### Staart
De anale schub is de schub die de cloacaopening beschermt; deze is altijd ongedeeld. De onderzijde van de staart – -het deel van het lichaam achter de cloaca – draagt een enkele schubbenrij. Dit is een belangrijk verschil met de cobra's, die hier twee rijen hebben. Een uitzondering hierop is Bungarus bungaroides, die meestal alleen ongepaarde caudale schubben heeft, maar soms komen bij het staarteinde enkele gepaarde schubben voor. De schubben onder de staartpunt zijn wel altijd ongedeeld. Het aantal schubben onder de staart varieert van ongeveer 40 tot 50. Ook hierbij geldt dat het aantal variabel kan zijn per regio en per geslacht.

## Levenswijze

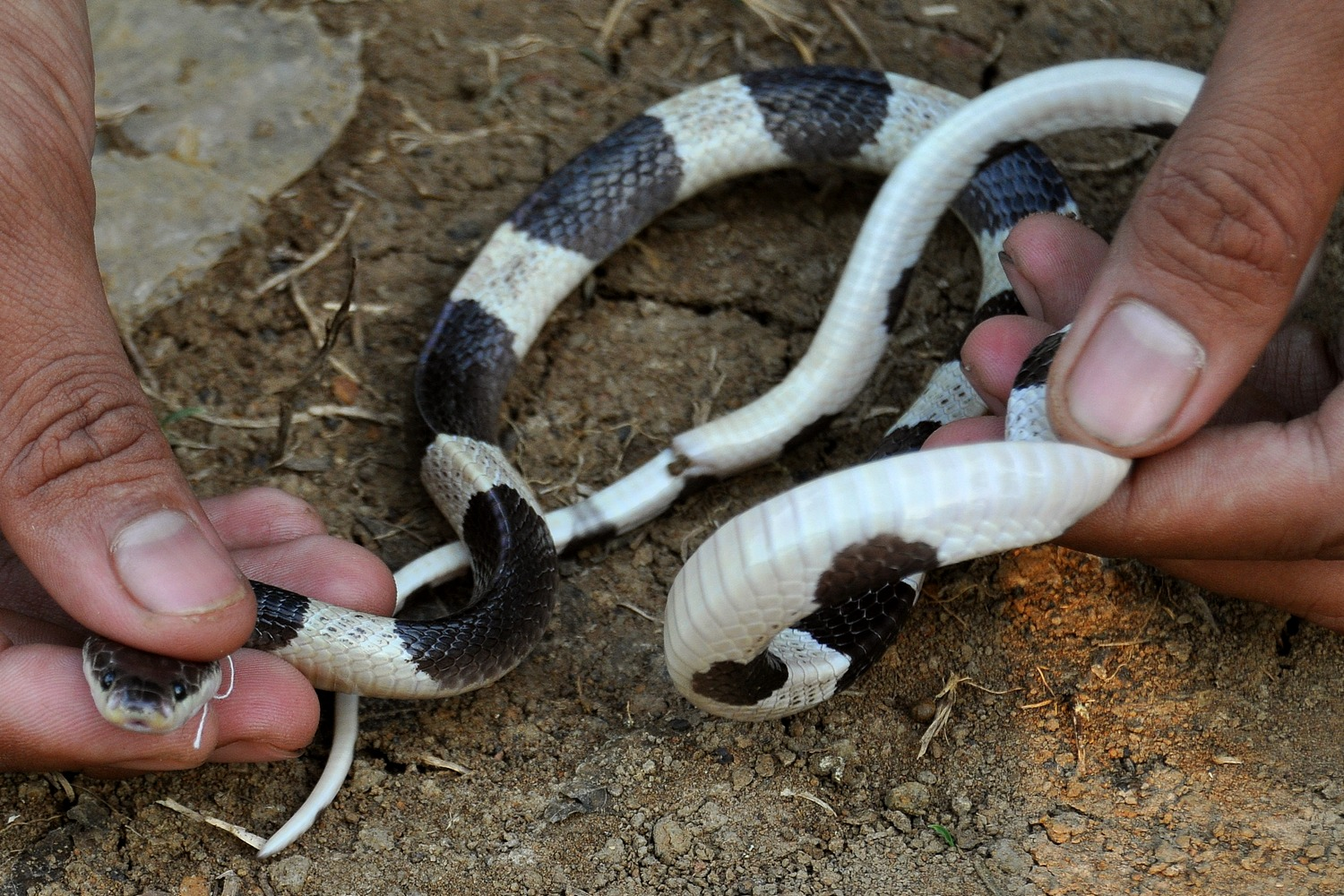
Kraits zijn zeer giftig maar bijten nooit overdag en kunnen gemakkelijk worden gehanteerd, afgebeeld is een exemplaar van Bungarus candidus.

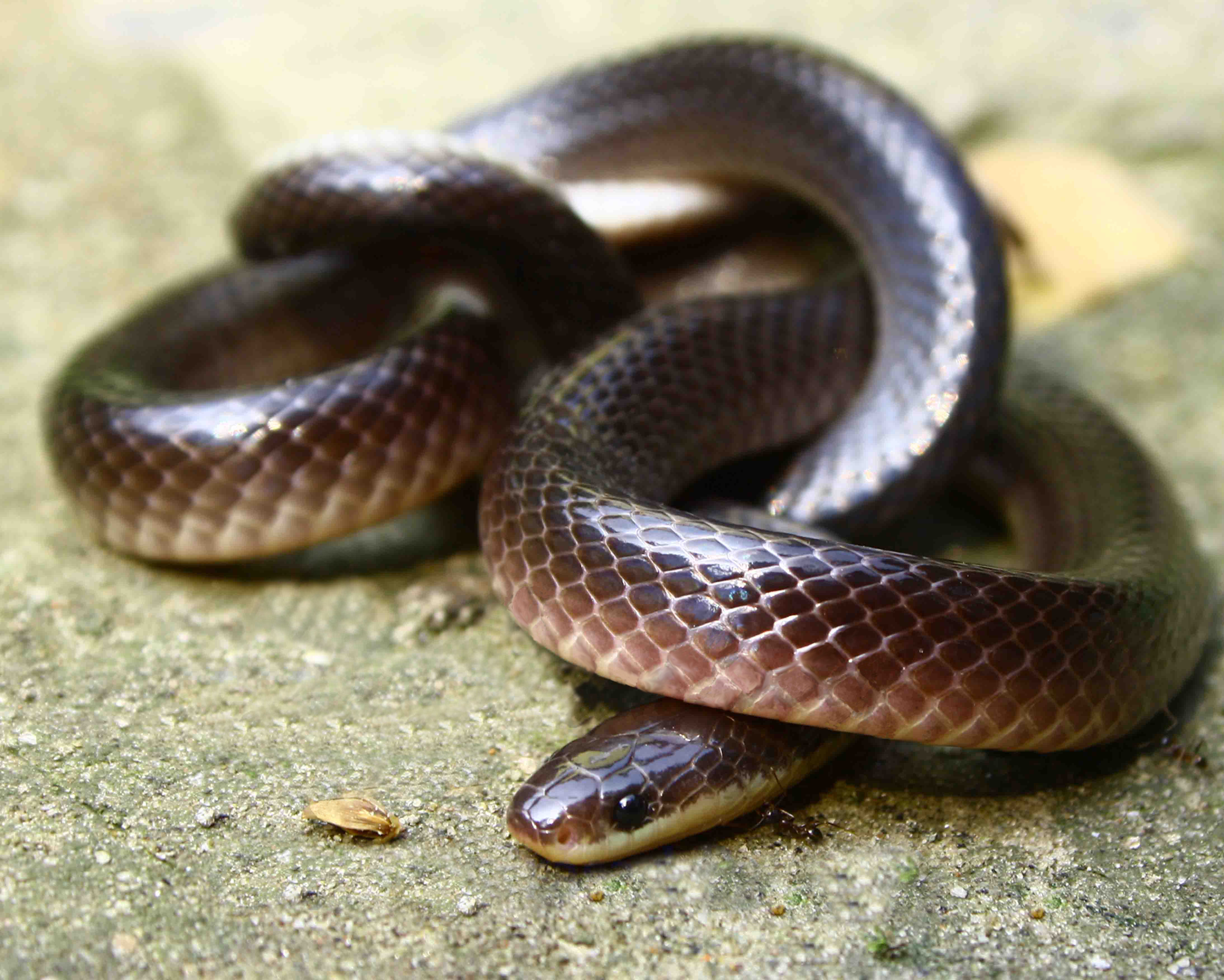
In rust wordt de kop onder de lichaamslussen verborgen, hier Bungarus lividus.

Kraits zijn landbewoners die leven in bossen en andere begroeide gebieden. De verschillende soorten komen voor in uiteenlopende habitats, variërend van vochtige bossen tot meer drogere omgevingen. Een voorbeeld van een soort die in wat drogere omstandigheden leeft is Bungarus persicus. Kraits zijn zonder uitzondering bodembewoners die niet klimmen. Ze graven geen holen zoals bekend is van andere bodembewonende slangen. Kraits verstoppen zich onder objecten op de bodem, zoals stenen en boomstammen.
Alle soorten zijn nachtactief en erg gevoelig voor licht. Overdag verstoppen ze zich en slapen ze onder objecten op de bodem waarbij het lichaam wordt opgerold in lussen waaronder de kop wordt verstopt. Dit heeft vermoedelijk te maken met het feit dat de grote pupillen niet tot een spleet kunnen worden vernauwd, waardoor de slangen zo goed als verblind zijn bij daglicht. Door de kop te verbergen onder het lichaam is de krait beschermd tegen licht.

### Voedsel en vijanden
De krait is specialistisch wat betreft voedselkeuze en eet voornamelijk slangen, inclusief grotere toornslangachtigen en zelfs cobra's worden opgegeten. Ook soortgenoten zijn niet veilig, daarnaast worden ook wel hagedissen buitgemaakt. Een klein deel van het menu bestaat uit andere dieren zoals amfibieën en vissen. Soms worden zoogdieren gegeten zoals muizen en ratten. Ook de eieren van andere slangen worden wel gegeten. In gevangenschap wordt in de regel iedere vorm van voedsel geweigerd waardoor ze snel sterven. Van sommige exemplaren is bekend dat ze in gevangenschap ringslangen (Natrix natrix) eten, maar deze slang is in veel gebieden beschermd.
Vijanden zijn grotere slangen en een belangrijke vijand is de mens.

### Giftigheid
Kraits zijn niet agressief maar omdat ze 's nachts actief zijn gaat men soms per ongeluk op een dier staan waarbij de slang onmiddellijk toebijt. Het sterke gif van de kraits kan bij een volwassen mens binnen een half uur leiden tot de dood. De Tsjechische herpetoloog Zdeněk Vogel (1913 - 1986) werd eens gebeten door een gele krait, waarbij een enkele giftand zijn duim raakte. Ondanks het uit laten bloeden van de wond en het afbinden van de arm traden evenwichtsstoornissen op, evenals flauwtes, hoofdpijn en ademhalingsmoeilijkheden. Na twee dagen rust genas Vogel uiteindelijk, maar zijn collega Joseph Bruno Slowinski had in 2001 minder geluk. Slowinski werd gebeten door een jong exemplaar van de soort Bungarus multicinctus en overleed 29 uur later op 38-jarige leeftijd. Als eerbetoon aan de herpetoloog werd in 2005 een krait naar hem vernoemd; Bungarus slowinskii.
Opmerkelijk is dat de slangen niet bijten overdag. Kinderen spelen vaak met de slangen door ze op te pakken, ondanks het feit dat een beet levensgevaarlijk is. Ook volgens biologen is het bijna onmogelijk om een krait overdag te laten bijten. Zelfs als de dieren worden gepakt, geslagen, gestoken of tegen de bodem worden gespijkerd en weer losgetrokken bijten ze niet.
Kraits behoren tot de giftigste slangen ter wereld. Ze veroorzaken veel beten en een deel van de slachtoffers overleeft een beet niet. Van de soort Bungarus caeruleus bleek van 35 verschillende bijtincidenten dat 77 procent fataal was. Het gif van deze slang is uitzonderlijk sterk en er is slechts vier milligram benodigd om een volwassen mens te doden. De giftigheid van slangen wordt uitgedrukt in LD50, dit is hoeveelheid van een stof die bij de helft van de individuen in een populatie tot de dood leidt. De soort Bungarus fasciatus heeft een LD50 van 0,62 milligram per kilo, Bungarus flaviceps heeft een LD50 van 0,35 mg/kilo en Bungarus candidus 0,32 mg/kilo. Deze laatste soort is net zo giftig als de zwarte mamba, die eveneens een LD50 van 0,32 mg/k heeft.
Het gif werkt niet weefselvernietigend, zoals bij de adders het geval is, maar werkt in op het zenuwstelsel zodat uiteindelijk de ademhalingsspieren worden verlamd. De gifstoffen die door de slang worden gebruikt, worden bungarotoxines genoemd.

### Voortplanting en ontwikkeling
Kraits zijn eierleggend; de vrouwtjes leggen ongeveer vier tot vijftien eieren die vaak worden bewaakt. Het vrouwtje blijft dan in de buurt van het nest en gaat soms op de eieren liggen, ze verdedigt haar eieren echter niet. De Duitse bioloog Rudolf Mell raapte eens eieren uit de nesten van verschillende vrouwtjes en werd geen enkele keer aangevallen; wel maakten ze sissende geluiden. Bij andere slangen zoals de verwante koningscobra komt men niet ongeschonden in de buurt van de eieren omdat ze door het vrouwtje zeer fel worden verdedigd.
De incubatietijd is ongeveer twee maanden, dan zijn de embryo's volledig ontwikkeld en kruipen de juvenielen uit het ei. Als de jongen uitsluipen zijn ze ongeveer 25 tot 35 centimeter lang. De jongen van Bungarus caeruleus zijn wat kleiner en hebben een lengte van 26 tot 28 cm bij het uitsluipen. De jongen zijn direct op zichzelf aangewezen en hebben veel vijanden. Kraits staan bekend als kannibalistisch en de jongen worden ook gegeten door hun eigen, grotere soortgenoten. De jonge dieren groeien snel, ze verdubbelen het eerste levensjaar in lengte en het volgende jaar komt daar weer de helft van de lichaamslengte bij.

## Relatie met de mens
Kraits zijn niet zeldzaam omdat ze vaak algemeen voorkomen en met rust worden gelaten. Ze worden beschouwd als nuttige dieren omdat ze andere slangen eten terwijl ze zelf onschuldig zijn als ze overdag worden verstoord. Kraits zijn echter ook verantwoordelijk voor verschillende fatale beten als ze 's nachts worden geconfronteerd met mensen, zie ook onder het kopje giftigheid. De internationale natuurbeschermingsorganisatie IUCN beschouwt vijf van de zestien soorten als veilig en twee als kwetsbaar. De overige acht soorten zijn nog niet onderzocht.
In delen van Azië zoals in China wordt de slang als een traditioneel medicijn gezien voor de bestrijding van ademhalingsmoeilijkheden. De slang wordt hiertoe gedroogd en vervolgens opgerold in een fles alcohol bewaard.

## Soortenlijst
Er zijn zestien verschillende soorten kraits, inclusief de pas in 2021 wetenschappelijk beschreven Bungarus suzhenae. Onderstaand zijn alle soorten weergegeven inclusief het verspreidingsgebied en de beschermingsstatus.
| Lijst van soorten kraits | Lijst van soorten kraits                                                 | Lijst van soorten kraits                                  | Lijst van soorten kraits | Lijst van soorten kraits |
| ------------------------ | ------------------------------------------------------------------------ | --------------------------------------------------------- | --- | ------------------------ |
| Afbeelding               | Naam                                                                     | Beschrijving                                              | Verspreidingsgebied | Beschermingsstatus       |
|                          | Bungarus andamanensis Biswas & Sanyal, 1978                              | Donkerbruin met dunne, gele dwarsbanden.                  | India (Andamanen) | Kwetsbaar (Vulnerable)   |
|                          | Bungarus bungaroides (Cantor, 1839)                                      | Zwart met dunne, witte dwarsbanden.                       | Bhutan, China, India, Myanmar, Nepal, Vietnam                                                                                      | Niet onderzocht          |
|                          | Gewone krait Bungarus caeruleus (Schneider, 1801)                        | Zwart met dunne, witte dwarsbanden.                       | Afghanistan, Pakistan, India, Sri Lanka, Bangladesh, Nepal                                                                         | Niet onderzocht          |
|                          | Bungarus candidus (Linnaeus, 1758)                                       | Zwart met even brede witte dwarsbanden.                   | Cambodja, Indonesië, Maleisië, Singapore; Thailand, Vietnam                                                                        | Veilig (Least Concern)   |
|                          | Bungarus ceylonicus Günther, 1864                                        | Zwart met dunne, witte dwarsbanden.                       | Sri Lanka | Niet onderzocht          |
|                          | Gele krait Bungarus fasciatus (Schneider, 1801)                          | Zwart met zeer brede, gele dwarsbanden.                   | Bangladesh, Bhutan, Brunei, Cambodja, China, India, Indonesië, Laos, Macau, Maleisië, Myanmar, Nepal, Singapore, Thailand, Vietnam | Veilig (Least Concern)   |
|                          | Bungarus flaviceps (Reinhardt, 1843)                                     | Zwarte schubben op een lichtere huid, rode kop en staart. | Thailand, Myanmar, Cambodja, Vietnam, Maleisië, Indonesië                                                                          | Veilig (Least Concern)   |
|                          | Bungarus lividus Cantor, 1839                                            | Uniform donkerbruin van kleur.                            | Bangladesh, India, Nepal | Niet onderzocht          |
|                          | Bungarus magnimaculatus Wall & Evans, 1901                               | Zwart met dunne, witte dwarsbanden.                       | Myanmar | Veilig (Least Concern)   |
|                          | Veelstreepkrait Bungarus multicinctus Blyth, 1861                        | Zwart met dunne, witte dwarsbanden.                       | China, Laos, Myanmar, Thailand, Vietnam                                                                                            | Veilig (Least Concern)   |
|                          | Zwarte krait Bungarus niger Wall, 1908                                   | Uniform donkergrijs tot zwart.                            | Bangladesh, Bhutan, India, Nepal                                                                                                   | Niet onderzocht          |
|                          | Bungarus persicus Abtin, Nilson, Mobaraki, Hosseini & Dehgannejhad, 2014 | Uniform donkergrijs tot zwart.                            | Iran (Sistan en Beloetsjistan) | Niet onderzocht          |
|                          | Bungarus sindanus Boulenger, 1897                                        | Donkerbruin met een lichtere, vlekkerige bandering.       | India, Nepal en Pakistan | Niet onderzocht          |
|                          | Bungarus slowinskii Kuch et al., 2005                                    | Zwart met dunne, vage witte dwarsbanden.                  | Laos, Vietnam | Kwetsbaar (Vulnerable)   |
|                          | Bungarus suzhenae Chen, Shi, Vogel, Ding & Shi, 2021                     | Zwart met dunne, witte dwarsbanden.                       | China, Myanmar |                          |
|                          | Bungarus walli Wall, 1907                                                | ?                                                         | India, Nepal, Bangladesh | Niet onderzocht          |